# Mirko Zdovc
Mirko Zdovc, slovenski arhitekt, * 26. januar 1927, Slovenj Gradec, † 10. april 2005, Maribor.

## Življenje in delo
Po diplomi na Fakulteti za arhitekturo v Zagrebu (1955) je do 1957 deloval kot svobodni ustvarjalec na področju oblikovanja interierov v Slovenj Gradcu, nato v Mariboru. Opremil je notranjščine številnih javnih zgradb, med drugimi Umetnosrni paviljon v Slovenj Gradcu, hotel Donat v zdravilišču Rogaška Slatina, stavbo SNG Maribor, Pedagoško akademijo v Mariboru in druge. Delal je tudi zunaj Slovenije, npr. na razstavi EXPO 58 v Bruslju, v Moskvi, Valjevu in drugod. V zdovčevih delih iztopa občutek za estetsko uravnoteženost ambientov, ki zaživijo v skladu s stavbno lupino in kot samostojen avtorsko prepoznan organizem.